# علیرضا خورشیدی

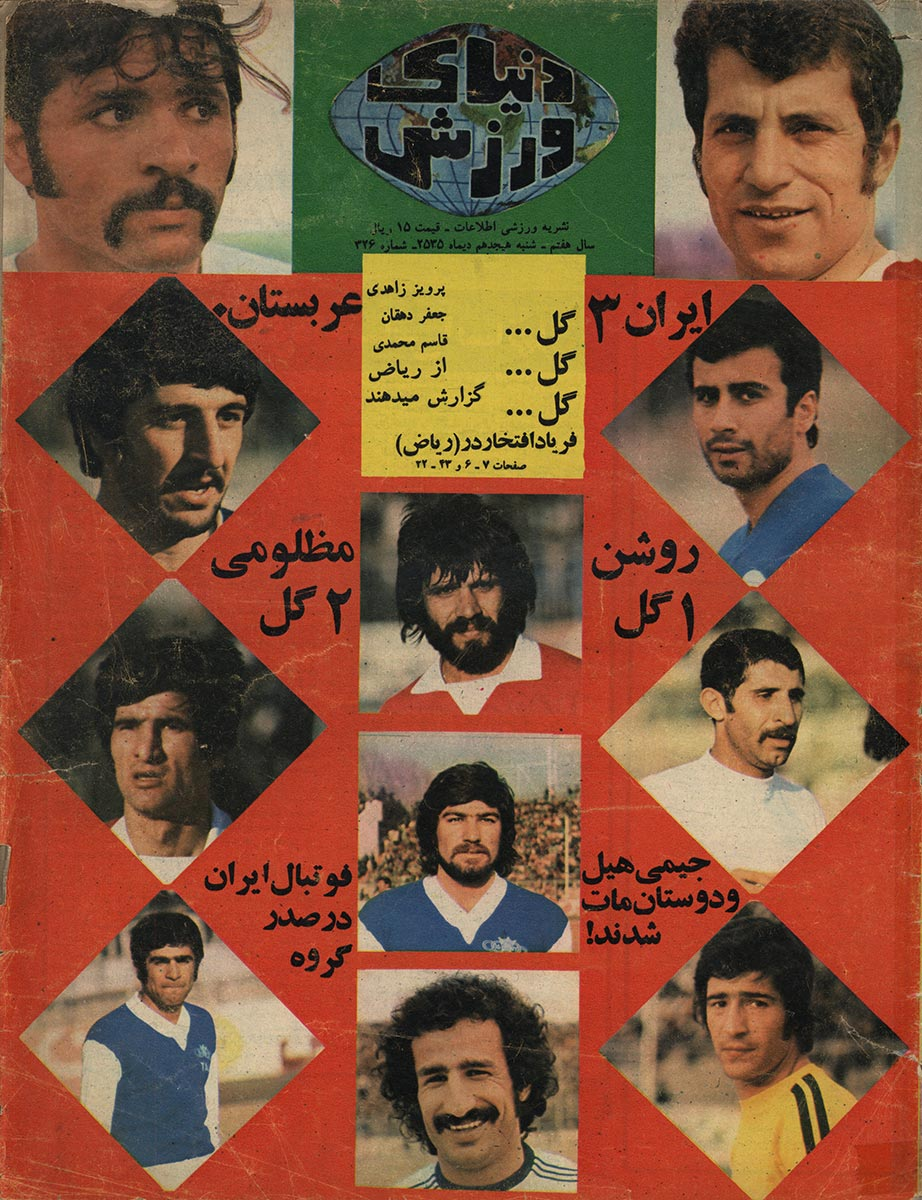
جلد مجله دنیای ورزش در سال ۱۳۵۵. خورشیدی در ستون سمت راست، عکس سوم از بالا.

 علیرضا خورشیدی  (زاده ۱۳۳۱ - خرم‌آباد) بازیکن سابق فوتبال ایران است. وی سابقه بازی در باشگاه فوتبال هما را دارد.
وی سابقه ۱۸ بازی ملی نیز در کارنامه دارد.
او در مهرماه ۱۳۵۴ در جریان بازی هما با ابومسلم در برخورد با مهدی عسگرخانی بی هوش شد و سه روز در حالت اغماء در بیمارستان ماند.